# سادة الماضي
سادة الماضي هي سلسلة كتب من مطبعة جامعة أكسفورد نشرت ابتداء من 1980. تهدف السلسلة لتقديم مقدمة موجزة لأفكار و اعتقادات لمفكرين مهمين من الماضي. عدد من كتب السلسلة أعيد نشره لاحقا في سلسلة مقدمات قصيرة جدا التي بدأ تعوض سلسلة سادة الماضي ابتداء من عام 1995.